# Peter Matić

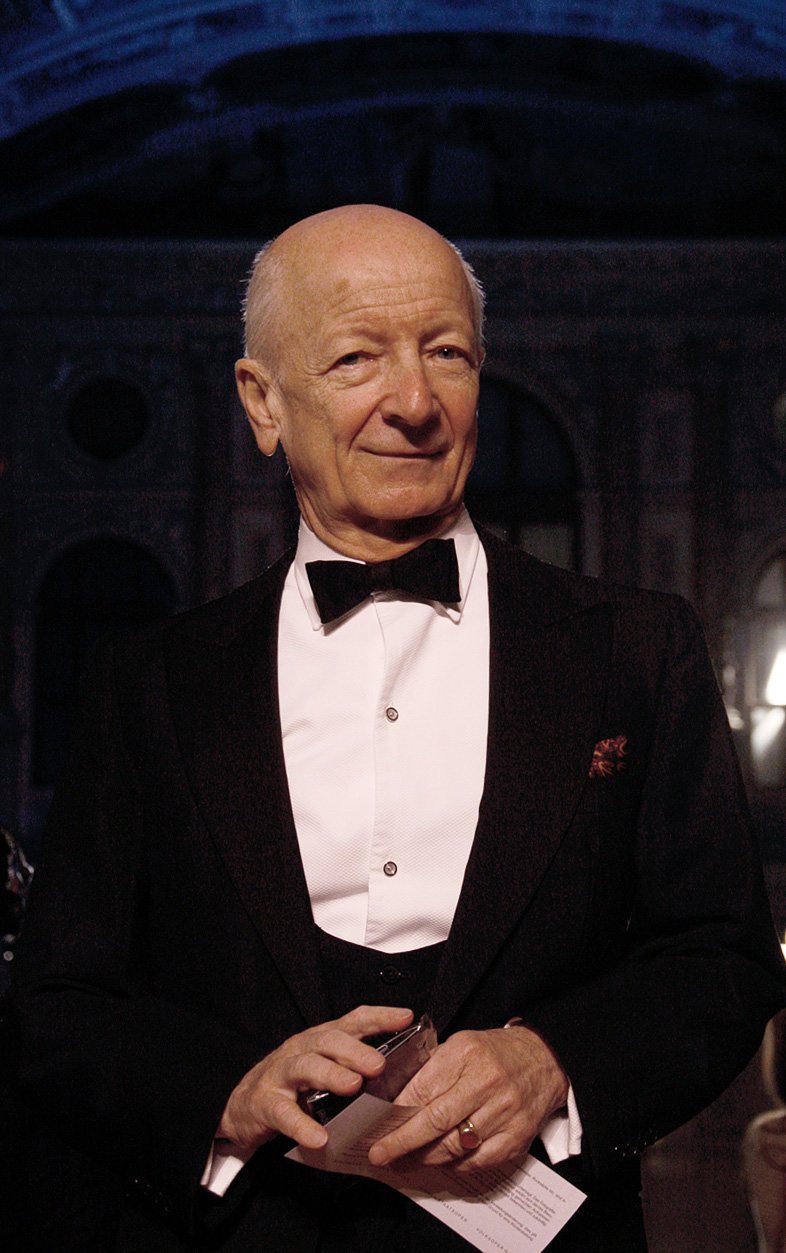
Peter Matić (2010)

Peter Matić (eigentlich Petrus-Boemund Emil Maria Eugenius Matic; * 24. März 1937 in Wien; † 20. Juni 2019 ebenda) war ein österreichischer Schauspieler, Synchronsprecher und Hörbuchinterpret. Seine Stimme wurde vor allem durch die Synchronisierung des britischen Charakterdarstellers Ben Kingsley bekannt.

## Leben und Wirken

### Herkunft und Ausbildung
Peter Matić entstammte mütterlicherseits der Familie von Warsberg und väterlicherseits der ursprünglich in Kroatien beheimateten Offiziersfamilie Matić von Dravodol. Er wurde als Sohn des Obersten Paul Matić Dravodol (* 1887 in Klagenfurt; † 1979) und dessen Frau Gabriele Ida Maria Alexandra, geb. Freiin von Warsberg-Dorth (1905–1979; Heirat 1934 in Salzburg), in Wien geboren.
Bedingt durch die Berufstätigkeit des Vaters wuchs Matić zunächst in Stolp (Pommern), dann in Mülhausen im Elsass (heute: Mulhouse, Frankreich) und anschließend in Neckarsteinach auf. 1949 zog die Familie nach Salzburg, wo er 1956 am Bundesgymnasium (heute: Akademisches Gymnasium) maturierte. Anschließend zog er nach Wien, wo er sich am Max Reinhardt Seminar bewarb und durchfiel. Seine Schauspielausbildung absolvierte er an der Schauspielschule Krauss und bei Dorothea Neff.

### Theater
Im Anschluss an seine Schauspielausbildung debütierte Matić 1960 am Theater in der Josefstadt in Wien und war dort bis 1968 in einem Festengagement tätig. Nach Gastauftritten am Theater Basel und den Münchner Kammerspielen agierte Matić von 1972 bis zu deren Schließung im Jahr 1993 an den Staatlichen Schauspielbühnen in Berlin. In Ferdinand Raimunds Zauberspiel Der Alpenkönig und der Menschenfeind übernahm er dort 1972 neben Nikolaus Paryla die Hauptrolle des Alpenkönigs, in Die Zofen von Jean Genet (1973) spielte er neben Helmut Griem und Thomas Holtzmann. Darüber hinaus war Matić als Gastschauspieler an der Deutschen Oper Berlin, am Theater des Westens, am Renaissance-Theater Berlin, am Schauspiel Frankfurt, und an der Bayerischen Staatsoper zu sehen. Bei den Reichenauer Festspielen trat er fast jede Saison in tragenden Rollen auf, unter anderem als Titelfigur in Schnitzlers Professor Bernhardi in einer Inszenierung von Beverly Blankenship.
Seit 1970 gastierte er regelmäßig bei den Salzburger Festspielen – zuerst als Rosencrantz in Oskar Werners Hamlet-Produktion. Von 1973 bis 1982 übernahm er die Rolle des Dünnen Vetters in Ernst Haeussermans Jedermann-Inszenierung am Domplatz, 1975 war er der Zeremonienmeister in der gefeierten Johannes-Schaaf-Inszenierung von Büchners Leonce und Lena im Landestheater. In zwei Salzburger Inszenierungen der Oper Ariadne auf Naxos von Hofmannsthal und Strauss war Matić als Haushofmeister besetzt: 1979 bis 1982 in der durchkomponierten Wiener Fassung unter der Regie von Dieter Dorn, zuerst mit Karl Böhm, schließlich mit Wolfgang Sawallisch am Pult; 2012 schließlich in der Stuttgarter Urfassung mit der vorangestellten Molière-Komödie Der Bürger als Edelmann, inszeniert von Sven-Eric Bechtolf und dirigiert von Daniel Harding. In beiden Produktionen wurde er von Publikum und Presse hoch gelobt, ebenso für seine Wiederkehr nach Salzburg im Jahr 2014 mit mehreren kleineren Rollen in den Letzten Tagen der Menschheit von Karl Kraus, inszeniert von Georg Schmiedleitner. Für seine Mitwirkung an dieser Inszenierung erhielt er den Nestroy-Theaterpreis 2014. Es handelte sich um eine Koproduktion mit dem Wiener Burgtheater, dessen Ensemble Matić von 1994 bis zu seinem Tod angehörte.
Am 25. Juni 2019 hätte sich Peter Matić in seiner Rolle als Wirt in Johann Nestroys Liebesgeschichten und Heiratssachen „am Haus am Ring“ in den Ruhestand verabschieden sollen. Zuvor war er noch, wie zahlreiche andere Ensemblemitglieder, am 19. Juni 2019 bei der Ehrung der scheidenden Burgtheaterdirektorin Karin Bergmann dabei. Das Burgtheater zeigte sich nach Matics überraschendem Tod am 20. Juni 2019 „in tiefer Trauer“.

### Film und Fernsehen sowie Synchronisation
Vor der Kamera übernahm Matić mit Beginn der 1960er Jahre ferner Rollen in diversen Fernsehfilmen, Serien und Kinoproduktionen.
Seit Gandhi (1982) war Matić der deutsche Stammsprecher des britischen Charakterdarstellers Ben Kingsley.
Darüber hinaus lieh er seine Stimme Jeffrey Jones in Amadeus (1984), Wallace Shawn in Hotel New Hampshire (1984), Ian Holm in Brazil (1985), Joel Grey in Remo – unbewaffnet und gefährlich (1985), Scott Glenn in Das Schweigen der Lämmer (1991), Erster Zwerg in Schneewittchen und das Geheimnis der Zwerge (1992), Nigel Hawthorne in Demolition Man (1993).
In der religiös geprägten ORF-Sendung Feierabend sowie in zahlreichen Dokumentarfilmen fungierte er zudem als Off-Sprecher. Mitte der 1990er Jahre zog sich Matić zunehmend aus der Filmsynchronisation zurück, synchronisierte aber weiterhin Ben Kingsley.

### Hörproduktionen
Parallel zu seinem Wirken als Bühnen- und Fernsehschauspieler war Matić seit den 1960er Jahren als Sprecher für den Rundfunk tätig und an einer Vielzahl von Hörspielen für den ORF beteiligt. Gastrollen übernahm er unter anderem als Erzähler in Die falsche Fährte von Henning Mankell (2000) und als Jaspar Rodenkirchen in Tod und Teufel von Frank Schätzing (2008). Verschiedene Rollen sprach er in der über zwei Jahrzehnte (1978–1999) zunächst vom RIAS und dann vom Deutschlandradio Kultur produzierten Hörspielserie Professor van Dusen.
Als Hörbuchinterpret vertonte Matić Romane bedeutender Schriftsteller, darunter Mario und der Zauberer von Thomas Mann, Keraban der Starrkopf von Jules Verne, Der Process von Franz Kafka sowie den 7-bändigen Romanzyklus Auf der Suche nach der verlorenen Zeit von Marcel Proust, der das bislang umfangreichste Hörbuchprojekt im deutschsprachigen Raum bildet und Matić in der Kategorie „Bester Interpret“ eine Nominierung für den Deutschen Hörbuchpreis 2011 sowie eine Auszeichnung mit dem Preis der deutschen Schallplattenkritik einbrachte. Zudem wurde das Werk zum „Hörbuch des Jahres 2010“ der Hörbuchbestenliste gekürt. Aus der Reihe HörEdition der Weltliteratur las Matić im Jahr 2007 Jenseits von Schuld und Sühne von Jean Améry, mit Schindlers Liste von Thomas Keneally rezitierte er ein weiteres Werk über die Zeit des Nationalsozialismus.
Neben Biografien von Personen aus Politik und Wissenschaft, darunter Fidel Castro. Mein Leben von Ignacio Ramonet und Albert Einstein – Die Berliner Jahre von Thomas Levenson umfasst Matićs Wirken als Hörbuchsprecher auch medienkritische Sachbücher wie Die zweite Aufklärung. Vom 18. ins 21. Jahrhundert von Neil Postman (2000) und Die Google Falle von Gerald Reischl (2008).

### Familie und Tod
Peter Matić war seit 1965 mit Louise geb. Knaur (* 13. Juni 1937; † 30. Oktober 2022) verheiratet und Vater zweier Kinder. Sein Sohn Paul Matić ist ebenfalls Schauspieler.
Am 20. Juni 2019 starb der tiefgläubige Peter Matić im Alter von 82 Jahren in Wien. Er wurde auf dem Hietzinger Friedhof (Gruppe 63, Reihe 16, Nr. 4) beigesetzt.
Norbert Mayer, der 2016 gemeinsam mit Peter Matić dessen Erinnerungen aufzeichnete, fasste in seinem Nachruf in der Presse, die damalige Burgtheaterdirektorin Bergmann zitierend, die Person und den Schauspieler Matić wie folgt zusammen:

„Kammerschauspieler Peter Matić ist am Fronleichnamstag in Wien gestorben. Wie soll man sich an ihn erinnern? Er war ein ‚einzigartiger Schauspieler‘, einer ‚der nobelsten, freundlichsten, großzügigsten Kollegen‘, wie Direktorin Karin Bergmann für das trauernde Burgtheater sagte. Ein echter Familienmensch war er und tiefgläubig. Wenn wir nun seine Stimme hören, im Radio oder im Film, wird lang die Erinnerung an ihn traurig-froh in uns nachklingen.“

## Filmografie (Auswahl)
- 1962: Der Himmel kann warten (Fernsehfilm)
- 1964: Das hab ich von Papa gelernt
- 1965: 3. November 1918
- 1966: Schöne Seelen
- 1969: Die Moritat vom Räuberhauptmann Johann Georg Grasel
- 1971: Wenn der Vater mit dem Sohne (Fernsehserie, 4 Folgen)
- 1973: Kara Ben Nemsi Effendi
- 1974: Der kleine Doktor – Die Notbremse
- 1976: Jeder stirbt für sich allein
- 1978: Tatort – Rechnung mit einer Unbekannten (Fernsehreihe)
- 1984: Sigi, der Straßenfeger
- 1986–1991: Die Wicherts von nebenan (Fernsehserie)
- 1986: Killing Cars
- 1986: Abschiedsvorstellung
- 1987: Wahnfried
- 1989: Justitias kleine Fische
- 1990: Bronsteins Kinder
- 1990: Abenteuer Airport (Fernsehserie)
- 1993: Unser Lehrer Doktor Specht
- 1995: Tatort – Die Freundin (Fernsehreihe)
- 1996: Alte Liebe – Neues Glück (Fernsehfilm)
- 1999: Zwei Frauen, ein Mann und ein Baby
- 2000: Kaliber Deluxe
- 2001: Spiel im Morgengrauen
- 2001: Zwei unter einem Dach
- 2001: Tatort – Tödliche Tagung (Fernsehreihe)
- 2001: Blumen für Polt (Fernsehfilm)
- 2002: Gebürtig
- 2003: Alpenglühen
- 2006: Feine Dame
- 2006: Die Geschworene
- 2008: Wilhelm Zehner – ein General gegen Hitler
- 2010: Schnell ermittelt – Robert Fabian (Fernsehserie)
- 2011: Tatort – Ausgelöscht (Fernsehreihe)
- 2012: Ein Sommer in Kroatien
- 2012: Die Vermessung der Welt
- 2013: Karl der Große (TV-Dokumentation, Erzähler Einhard)
- 2014: Boͤsterreich (Fernsehserie)
- 2019: Tatort – Wahre Lügen (Fernsehreihe)

## Synchronrollen (Auswahl)
Ben Kingsley
- 1982: als Mahatma Gandhi in Gandhi
- 1983: als Robert in Betrug
- 1988: als Lenin in Der Zug
- 1991: als Meyer Lansky in Bugsy
- 1992: als Cosmo in Sneakers – Die Lautlosen
- 1994: als Itzhak Stern in Schindlers Liste
- 1994: als Dr. Roberto Miranda Der Tod und das Mädchen
- 1997: als Amos in The Assignment – Der Auftrag
- 2000: als Graydon in Good Vibrations – Sex vom anderen Stern
- 2001: als Erzähler in A.I. – Künstliche Intelligenz
- 2005: als Fagin in Oliver Twist
- 2008: als David Kepesh in Elegy oder die Kunst zu lieben
- 2010: als Nizam in Prince of Persia: Der Sand der Zeit
- 2010: als Dr. John Cawley in Shutter Island
- 2013: als Trevor Slattery/Mandarin in Iron Man 3
- 2014: als Pharao in Nachts im Museum: Das geheimnisvolle Grabmal
- 2015: als Papa Rudy in The Walk
- 2015: als Jack L. Warner in Life
- 2015: als Damian in Selfless – Der Fremde in mir
- 2017: als Charlie in Security
- 2018: als Henderson in Intrigo – Tod eines Autors
- 2018: als Cooper in Nomis – Die Nacht des Jägers
- 2018: als Adolf Eichmann in Operation Finale
- 2019: als Ethan Levin in The Red Sea Diving Resort

### Filme
- 1980: Billy Crystal als Paul Puter in Die Dschungelolympiade
- 1984: Jeffrey Jones als Kaiser Joseph II. in Amadeus
- 1985: Peter Brocco als Untersuchungsrichter in Das Todeshaus am Fluß
- 1990: Bernard Fox als Doc in Bernard und Bianca im Känguruland
- 1991: John Cleese als Cat R. Raul in Feivel, der Mauswanderer im Wilden Westen

### Serien
- 1988: Ben Piazza als Agent Hornby in Cagney & Lacey
- 1989: Robert Duvall als Dr. Horace Humphries in Verrückter wilder Westen
- 1991: Richard Venture als Captain Reardon in Kojak – Einsatz in Manhattan
- 1994: James Hong als Dr. Chung in Nick Knight – Der Vampircop

## Hörspiele (Auswahl)
- 1953. Eugen Gürster: Wetter für morgen veränderlich – Regie: Otto Ambros (Hörspielbearbeitung – ORF Wien)
- 1967: André Roussin: Viola – Regie: Ferry Bauer (Hörspiel – ORF Oberösterreich)
- 1970: Erich Fried: Indizienbeweise (Max) – Regie: Herbert Fuchs (Original-Hörspiel – ORF Wien)
- 1974: Anton Tschechow: Duell (Nikolai von Koren, Zoologe) – Bearbeitung und Regie: Klaus Gmeiner (Hörspielbearbeitung – ORF Salzburg)
- 1982: Imre Madách: Die Tragödie des Menschen (Gelehrter) – Bearbeitung und Regie: Heinz Wilhelm Schwarz (Hörspielbearbeitung – ORF Salzburg)
- 1985: Ingomar von Kieseritzky: Die Exkursion – Regie: Manfred Marchfelder (Hörspiel – SFB)
- 1987: Franz S. Sklenitzka: Der Monsterjäger (2 Teile) – Regie: Ulrich Herzog (SFB)
- 1991: Edgar Hilsenrath: Das Märchen vom letzten Gedanken (Ein Wali von Bakir) – Regie: Peter Groeger (Hörspiel – SFB / HR)
- 1991: Die drei ???: ...und die Automafia (Folge 53) als Kommissar Maxim
- 1994: Rainer Puchert: Himmelsgänger; Regie: Klaus-Michael Klingsporn (DLR Berlin)
- 2004/2005: Tad Williams: Otherland als Erzähler (Erzählstrang Christabel) (Hörspiel HR)
- 2001–2002, 2015–2019: Geisterjäger John Sinclair als Myxin
- 2015: Honoré de Balzac: Eugénie Grandet – Regie: Marguerite Gateau (DKultur)

## Auszeichnungen
- 2001: Albin-Skoda-Ring[6]

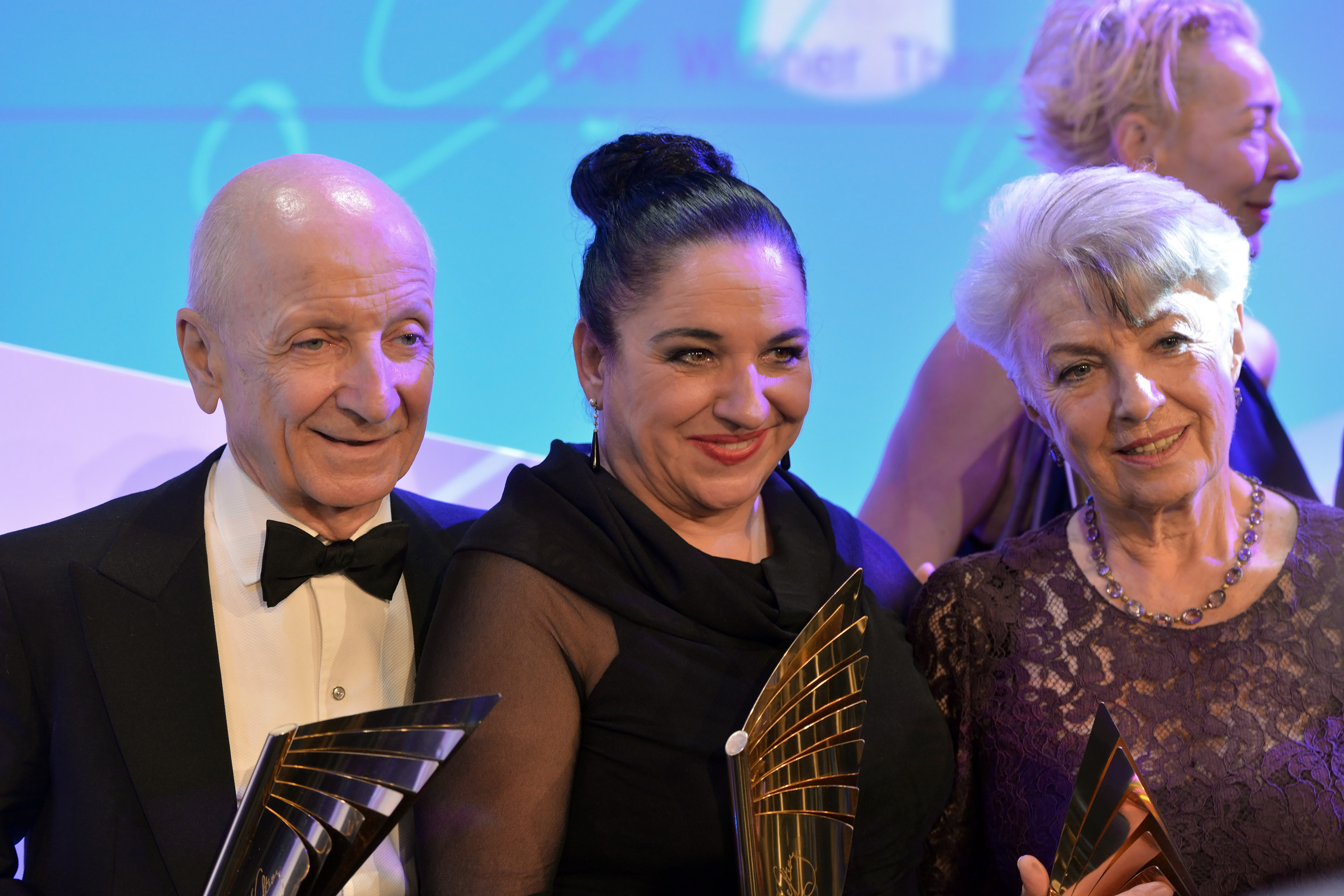
Peter Matić mit Maria Happel und Nicole Heesters bei der Nestroy-Verleihung 2014

- 2005: ORF Hörspielpreis in der Kategorie „Schauspieler/-in des Jahres“[6]
- 2006: Kammerschauspieler[14]
- 2010: Goldenes Ehrenzeichen für Verdienste um das Land Wien[6]
- 2010: Hörbuch des Jahres 2010 für die Gesamtausgabe Auf der Suche nach der verlorenen Zeit von Marcel Proust[8]
- 2011: Preis der deutschen Schallplattenkritik für die Gesamtausgabe Auf der Suche nach der verlorenen Zeit von Marcel Proust[10]
- 2014: Nestroy-Theaterpreis: Beste Nebenrolle für die Verkörperung seiner Rollen in Die letzten Tage der Menschheit bei den Salzburger Festspielen
- 2015: Goldenes Ehrenzeichen für Verdienste um das Bundesland Niederösterreich[6]
- 2016: Österreichisches Ehrenkreuz für Wissenschaft und Kunst 1. Klasse[6]

## Dokumentarfilm und Radio
- Salzburger Festspielinterviews: Peter Matić. Gespräch, Österreich 2012, 10 Min., Moderation: Barbara Rett, Produktion: PPS. In: ORF III spezial, Erstsendung: 21. August 2012, 19:50.[15]
- Interview mit Peter Matić. Kulturjournal am 5. September 2014, 6:32 Minuten. In: oe1.ORF.at, 8. April 2017.

## Publikation
- Ich sag’s halt: Erinnerungen. Aufgezeichnet von Norbert Mayer. 2. Auflage. Amalthea, Wien 2016, ISBN 978-3-99050-051-4.